# Głos Młodzieży
Głos Młodzieży – polskojęzyczne czasopismo propagandowe dla młodych czytelników, wychodzące w Kijowie od 1925 r.
Początkowo dodatek do gazety „Sierp”.
Od 1927 r. co dwa tygodnie w czasopiśmie ukazywała się „Stroniczka Literacka”, celem tego przedsięwzięcia było wyszukiwanie talentów literackich wśród polskojęzycznej młodzieży na Ukrainie i ułatwianie im debiutu.